# Moldavisch referendum in 2024 over lidmaatschap van de Europese Unie
Op zondag 20 oktober 2024 werd in Moldavië een landelijke volksraadpleging gehouden over de vraag of het land de grondwet van Moldavië moest wijzigen om de wens van de Moldavische burgers voor lidmaatschap van de Europese Unie op te nemen, en om te voorkomen dat toekomstige regeringen het land van zijn pro-Europese koers af zouden brengen. De verkiezingen vonden plaats op dezelfde dag als de Moldavische presidentsverkiezingen van 2024.
De zittende president Maia Sandu voerde campagne voor de "ja"-kant van het referendum. De opkomst lag boven de vereiste 33,33% om het referendum geldig te verklaren. Een meerderheid van de Moldaviërs stemde "ja" voor de Europese streven van Moldavië, in een referendum dat spannender was dan verwacht. 
President Sandu gaf criminele groeperingen die samenwerkten met buitenlandse krachten de schuld van de nipte uitslag.

## Achtergrond
Na de Russische inval in het naburige Oekraïne in maart 2022 diende Moldavië een aanvraag in voor EU-lidmaatschap. Vervolgens werd Moldavië in juni van datzelfde jaar door de Europese Raad de status van kandidaat-lidstaat verleend. In december 2023 maakte de Europese Raad zijn besluit bekend om toetredingsonderhandelingen met Moldavië te openen. Moldavië heeft voor de toetreding een streefdatum van 2030 vastgesteld.
President Sandu had in 2023 aangekondigd dat ze zich herkiesbaar wilde stellen. 
Op 21 maart 2024 nam het Parlement (met 54 stemmen voor en 0 stemmen tegen) een resolutie aan om de inspanningen voor toetreding tot de Europese Unie voort te zetten. In de verklaring werd gesteld: "Alleen de toetreding tot Europa kan de toekomst van het land als een soevereine, neutrale en volledig democratische staat veiligstellen". Tijdens de stemming verlieten alle oppositiepartijen het parlement. 
Op 16 mei keurde het parlement het houden van het referendum goed tegelijk met de presidentsverkiezingen op 20 oktober.

### Gagaoezië
Op 2 februari 2014 werden in de Gagaoezië twee referenda gehouden over Europese integratie. Bij de ene stemde 98,4% vóór toetreding tot de douane-unie van Wit-Rusland, Kazachstan en Rusland, terwijl bij de tweede 97,2% tegen verdere integratie met de EU was. 98,9% steunde ook het voorstel dat Gagaoezië de onafhankelijkheid zou kunnen uitroepen als Moldavië zich zou verenigen met Roemenië. In Gagaoezië bestaat er bezorgdheid dat de integratie van Moldavië in de EU zou kunnen leiden tot een vereniging met EU-lidstaat Roemenië, wat impopulair is in de autonome regio.

## Vraag
De vraag op het referendum luidde:
Susțineți modificarea Constituției în vederea aderării Republicii Moldova la Uniunea Europeană?
(Bent u voorstander van de wijziging van de grondwet met het oog op de toetreding van de Republiek Moldavië tot de Europese Unie?)
De keuzemogelijkheden bij de stemming waren ‘ja’ en ‘nee’.

## Referendum
Er werden ongeveer 2,8 miljoen stembiljetten uitgegeven voor het referendum en de presidentsverkiezingen. 
Voor het eerst werden in Moldavië stembiljetten niet alleen in het Roemeens opgesteld, maar ook in maar liefst vijf minderheidstalen. Er waren 2.092.641 stembiljetten in het Roemeens, 631.979 in het Russisch, 3.400 in het Gagaoezisch, 991 in het Bulgaars, 870 in het Romani en 115 in het Oekraïens. Voor kiezers in de pro-Russische separatistische regio Transnistrië werden 90.000 stembiljetten uitgegeven, waarvan 45.000 in het Roemeens en de rest in het Russisch. 
De stemming vond plaats van 07:00 tot 21:00 uur.
Het referendum werd geboycot door verschillende Moldavische politici, waaronder de presidentskandidaat van de Partij van Socialisten van de Republiek Moldavië (PSRM), Alexandr Stoianoglo, de kandidaat van Onze Partij (PN) Renato Usatîi en de leider van de PSRM en voormalig president Igor Dodon.

## Resultaat
Meer dan de helft van de Moldaviërs stemde 'ja' tegen het EU-streven van Moldavië. President Sandu gaf de schuld van de nipte afloop aan criminele groepen, die samenwerkten met buitenlandse troepen. Analisten zeiden dat de stemmen van de grotendeels pro-EU-diaspora tegen het einde werden geteld, waardoor de 'ja'-campagne op het laatste moment een zetje kreeg.
| Keuze  | Stemmen   | %      |
| ------ | --------- | ------ |
| Voor   | 750.137   | 50,38  |
| Tegen  | 738.737   | 49,62  |
| Totaal | 1.488.874 | 100,00 |

## Nasleep
President Sandu schreef de nipte uitslag van het referendum toe aan buitenlandse inmenging en beschreef het als een "ongekende aanval op de democratie", en voegde eraan toe dat haar regering bewijs had dat er 300.000 stemmen waren gekocht. Een BBC-producent bij een stembureau in Transnistrië vertelde uit de eerste hand over een vrouw die aan een verkiezingswaarnemer vroeg waar ze het geld kon krijgen dat ze voor haar stem kreeg aangeboden.